# Ганеша
Гане́ша, или Ганапати (санскр. गणेश; IAST: Gaṇeśa; произношениео файле) — в индуизме бог мудрости и благополучия с головой слона. Один из наиболее известных и почитаемых богов индуистского пантеона.
Часто перед его именем добавляется уважительная приставка Шри-. Одним из популярных способов поклонения Ганеше является произнесение нараспев Ганеша-сахасранама (санскр. गणेश सहस्रनाम, «тысяча имён Ганеши»), каждое из которых символизирует отдельный аспект бога, и Ганапати-сукты.

## Семья
Сын Шивы и Парвати. При этом пуранические мифы противоречат друг другу, описывая рождение Ганеши. В одних случаях говорится, что Ганеша создан Шивой, в других — он создан Парвати, в третьих — совместно Шивой и Парвати. Известны варианты, в которых Ганеша явился миру непостижимым образом и был обнаружен Шивой и Парвати, усыновившими его.
Брат Ганеши — Сканда (Картикея, Муруган). В северной части Индии принято считать, что старший из братьев — Сканда. В южной части первенство рождения приписывают Ганеше. Сканда почитался важным воинственным божеством в период с V века до н. э. по VI век н. э. Массовое поклонение Ганеше началось после заката культа Сканды.
Расходятся мнения мифов и в отношении семейного положения Ганеши. Часть мифов относит Ганешу к брахмачарьям, которые не могли жениться. Это мнение широко распространено на юге Индии и, частично, — в северной её части.
По другой версии, Ганеша ассоциируется с такими идеями, как Буддхи (интеллект, разум), Сиддхи (успех) и Риддхи (процветание). Иногда эти идеи (концепции) персонифицировались в одноимённых божеств, которые признавались жёнами Ганеши.
Ещё один вариант утверждает, что женой Ганеши была богиня культуры и искусств Сарасвати или богиня удачи и процветания Лакшми.
Версия, распространенная в Бенгалии, соединяет Ганешу узами с банановым деревом Кала Бо.

## Изображения

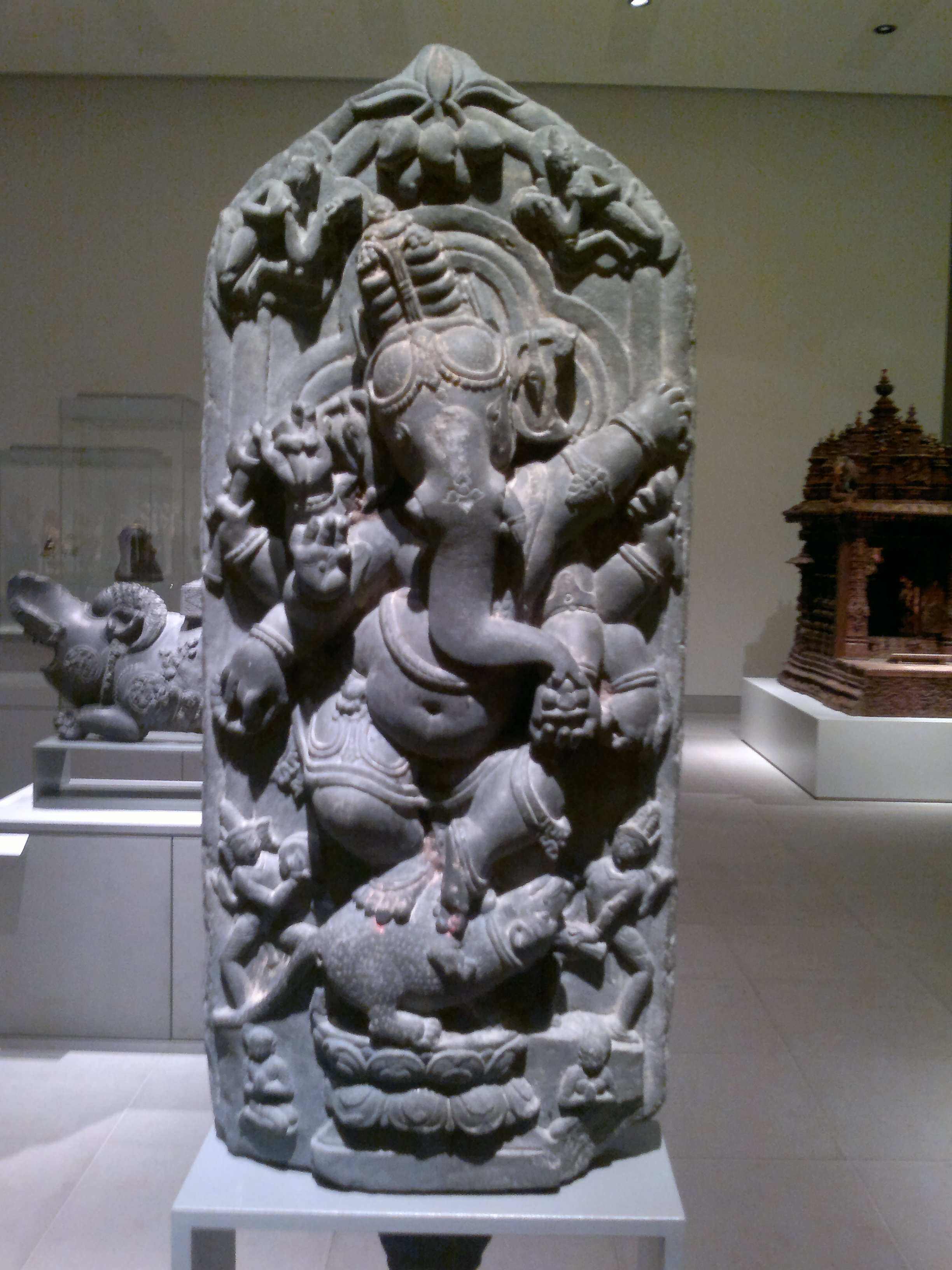
Изображение Ганеши верхом на мышке. Музей искусства Азии в Берлине

Изображается в виде полного человека с головой слона и одним бивнем, восседающего на своей вахане — крысе или мыши (по другим версиям, землеройке или даже собаке). Количество рук разнится от двух до тридцати двух в зависимости от облика.
Направление хобота Ганеши не является произвольным, а несет символическую нагрузку. Хобот, направленный влево (edampuri), ассоциируется с лунной энергией успокоения, даруемой такой формой как vastu ganeś (वस्तु गनेश्). Направленный влево хобот, в котором зажата сладость – ладду, обозначает дарование преданным материальных благ и является уникальной для иконографии формой варада-мудры. Считается, что для расположения в доме больше подходят именно мурти с таким хоботом, дарующие жилищу мир и процветание. Хобот, направленный вправо (valampuri) ассоциируется с активностью, солнечной энергией. Это более редкий вариант иконографии, чем хобот, повернутый влево. Таким образом изображают такие формы, как dakśinabhimukhi (दक्शिनभिमुखि) и siddhi-vinayak (सिद्धिविनयक्). Направленный вправо хобот, в котором Ганеша держит сосуд с нектаром, символизирует дарование духовных свершений и мокши. Поклонение таким формам божества приносит более быстрые плоды. Валампури мурти Ганеши лучше располагать в офисе или на месте работы. Самая редко встречающаяся форма Ганеши – с прямым хоботом. Такое положение символизирует раскрытие Сушумна-нади и встречается практически исключительно в храмовой скульптуре.

## Вероятное происхождение
Самые ранние упоминания о Ганапати встречаются в двух гимнах «Ригведы» — 2.23.1 и 10.112.9. Первая сукта состоит из 19 стихов (риков), написанных размером джагати (кроме 15 и 19, которые написаны триштубхом). Сукта воспевает божеств Брахманаспати и Брихаспати, которых обычно расценивают как имена одного божества, но такие авторитетные комментаторы, как Яска, Шаунака и Саяна, четко проводят различия. Можно сомневаться, что известный ныне Ганапати вырос из Брихаспати-Брахманаспати этой сукты (Гартсаманда-сукта), но идея, несомненно, ведийская:
gaṇānāṃ tvā gaṇāpatiṃ havāmahe kaviṃ kavīnāmupamaśravastamam ।

jyeṣṭharājaṃ brahmaṇāṃ brahmaṇaspata ā naḥ śṛṇvannūtibhiḥ sida sādanam ।

Мы призываем тебя, о Ганапати ганов (предводитель небесных войск)!

О, Брахманаспати брахманов (предводитель брахманов), Поэт среди поэтов (в высшем смысле — как творец среди творцов)!

В богатствах превышающих все известное, самый сверкающий среди существ!

Прислушайся к нашим молитвам, приди с твоим благословением и воссядь!
Комментаторы приводят много деталей, конкретизирующих предводителя небесных воинств, к известным аспектам — в частности Индре и Агни, которые в Ведах часто почитаемы вместе, а также Рудре («Тайттирия-самхита» и «Ваджасанея-самхита» описывают Ганапати как Рудру). Любопытно, что там же, а также в «Шатапатха-брахмане», Агни описывается как податель всего, имеющий большой живот.
Интересно подан Ганапати в более поздней «Атхарваведе». Некоторые божества, которые не расценивались как важные и влиятельные в «Ригведе», стали играть гораздо более значимую роль в Атхарваведе. Мать-Земля — Притхви становится одним из центральных аспектов, а Брахманаспати (Брихаспати) появляется здесь как связанный с ней Вачаспати — покровитель священной речи. Он — первый рождённый среди богов, с ним связано число 21 (5 махабхут, 5 танматр, 10 индрий и кармендрий и прана как жизненная сила). Эта группа из 21 называется гана или врата, и Вачаспати именуется Ганапати или Вратапати.
Также он — Махад-якша (великий мистический свет), существующий в центре мира, а все боги — как ветви этого центрального древа мира.
Также Вачаспати предстает как предводитель якшасов. И якшасы эти — совсем не те демоны, которыми их пытается представить позднейшая интерпретация мифологии. Якша — это замечательный, исключительный, могущественный и достойный поклонения дух. В его свите также вратьи — колдуны, прорицатели и ведуны, потребляющие психотропные препараты и ведущие образ жизни, расходящийся с принятым по законам. Вся эта замечательная братия впоследствии перекочевала в свиту Ганапати как сына бога Шивы. И собственно только с «Ганапати-упанишады» появляются описания слоноликого облика Ганапати.

## Праздник Ганеши

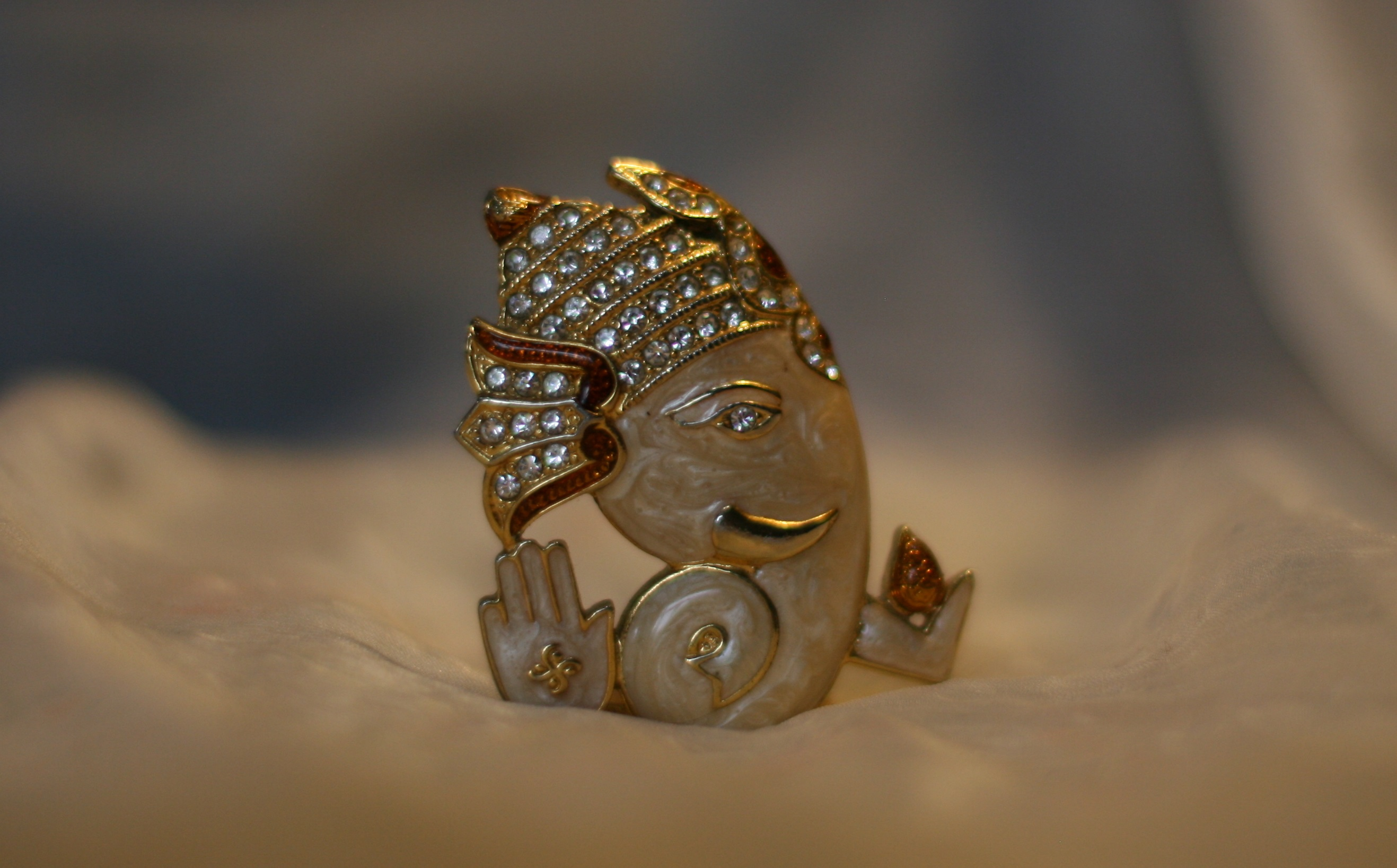
Статуэтка Ом Ганеш

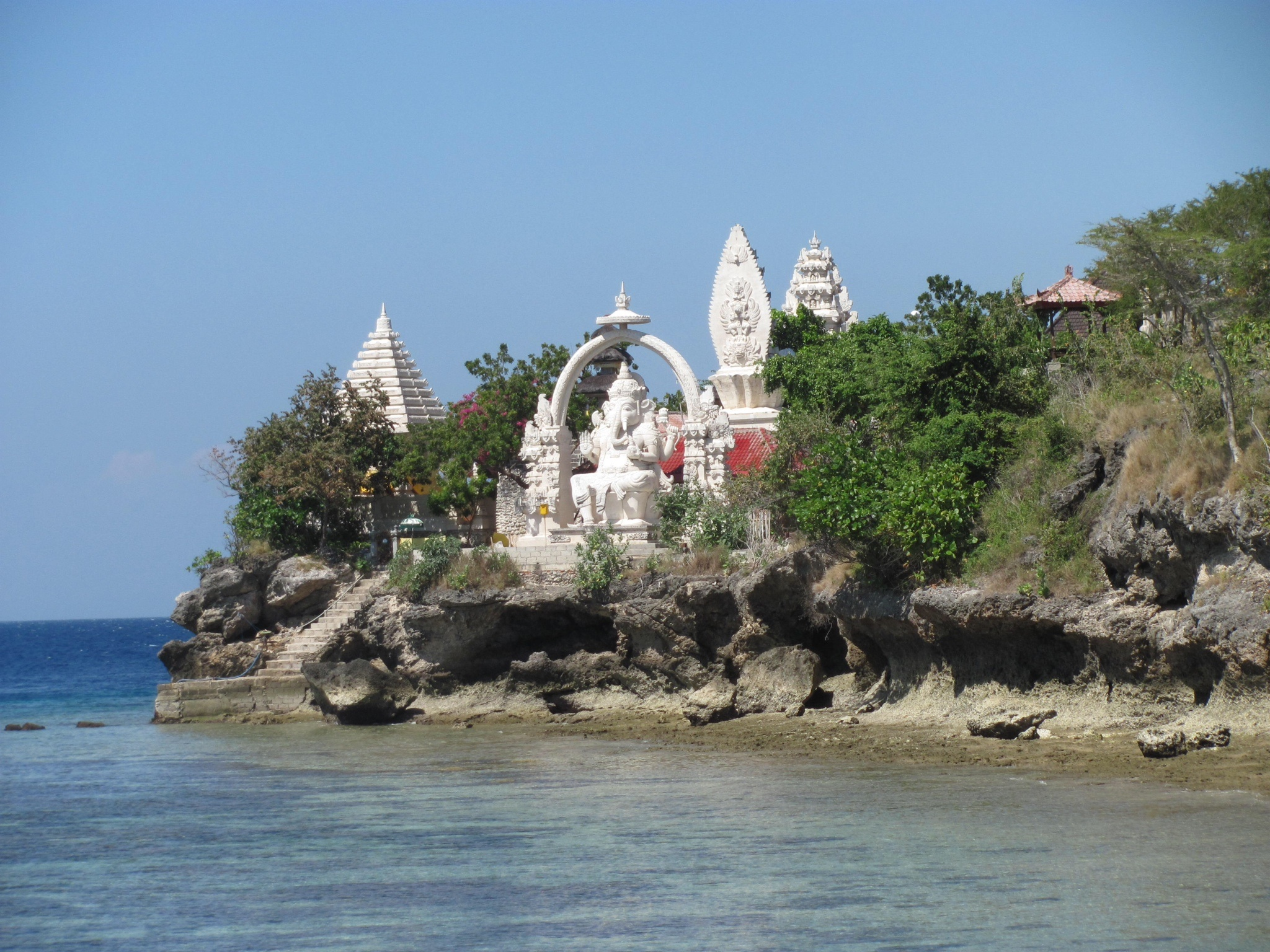
Статуя Ганеши встречает туристов, прибывающих на остров Менджанган

Ежегодно в Индии проходит праздник, посвящённый Ганеше, — Ганеша-чатуртхи, или, иначе, «Фестиваль Ганеши». Празднование начинается в четвёртый день прибывающей луны месяца Бхадрапада (он попадает в промежуток между 19 августа и 20 сентября) и длится десять дней. Красочные шествия со статуями (идолами) божества собирают многотысячные толпы паломников. После подношений Ганеше эти статуи топят в водоёмах, таким образом символизируется природный цикл рождения и смерти.

## Легенды
- Согласно одной из легенд, головы Ганешу лишил его отец-бог Шива. Ганеша не пускал отца, воспылавшего страстью к супруге, в покои, где она находилась. Тогда Шива в гневе лишил его головы, забросив её так далеко, что никто из посланных не смог её отыскать. Богиня была в гневе и отказалась допускать к себе Шиву до тех пор, пока он не исправит положение. Чтобы успокоить супругу, Шива пришил Ганеше голову находившегося поблизости слонёнка. Согласно другой версии, на день рождения Ганеши забыли пригласить бога Шани (олицетворение планеты Сатурн), и тот, явившись без приглашения, в гневе испепелил голову младенца взглядом. Тогда Брахма посоветовал Шиве пришить младенцу голову первого же существа, которое ему встретится. Этим существом оказался слон Индры — Айравата. Согласно устным индийским мифам, Сатурн (Шани), являясь одним из родственников, был приглашен на чествование новорожденного сына Шивы: мать Ганеши, Парвати, непременно хотела показать могущественному родственнику прекрасного младенца. Обладая смертоносным взглядом, которым он был не в состоянии управлять, Шани долго отказывался от приглашения, но его всё же уговорили. Первый же взгляд Шани на сына Шивы испепелил ему голову. По другой версии, голова просто отвалилась.
- По поводу потери одного бивня также существуют несколько вариантов легенд. По одной из легенд Ганеша, сражаясь с великаном Гаджамукхой, сам отломил свой бивень и бросил его в противника. Бивень обладал магической силой, и Гаджамукха превратился в мышь, став затем ездовым животным Ганеши. Другая легенда гласит, что однажды Шиву навестил мудрец Парашурама (аватара Вишну), но Шива в это время спал, и Ганеша отказался его впустить. Тогда Парашурама бросил в Ганешу свой топор и отсек ему правый бивень. Есть также легенда, что, записывая Махабхарату под диктовку Вьясы, Ганеша сломал перо и, не желая упустить ни слова, отломил бивень и стал писать им.
- Ганеша также является повелителем ганов (войско-свита Шивы). Существует легенда о том, что Ганеша и Сканда (оба — сыновья Шивы) боролись за этот пост, и в итоге Шива решил, что тот будет повелителем ганов, кто быстрее обежит вокруг Галактики. Сканда сразу сорвался с места и начал свой долгий путь, а Ганеша, не торопясь, обошёл своих родителей по кругу, ведь именно Шива и Парвати были олицетворением Галактики. И после этого Ганеша получил прозвище «Ганапати» (владыка ганов).